# Иерусалимский храм
Иерусали́мский храм (ивр. בֵּית הַמִּקְדָּשׁ‎, бет ха-микдаш, מִּקְדָּשׁ‎, микдаш, בית יהוה‎, היכל יהוה‎, משכן יהוה‎) — культовое сооружение, которое являлось центром религиозной жизни еврейского народа между X веком до н. э. и I веком н. э. Храм располагался на Храмовой горе в Иерусалиме, на месте, где сегодня находится мусульманская святыня Куббат ас-Сахра (буквально «Купол над Скалой»), и служил единственным разрешённым (после создания Храма) местом жертвоприношений Единому Богу, которые приносились коэнами и левитами. Ранее жертвы могли приноситься и в других местах (см. Быт. 12:7, 8 и ряд других мест Писания). Храм являлся также объектом паломничества всех евреев трижды в году (Песах, Шавуот, Суккот).
Согласно Библии, временным Храмом после исхода евреев из Египта и до строительства Храма в Иерусалиме служила переносная Скиния собрания. Иерусалимский храм представлял собой здание и этим отличался от жертвенника и открытого святилища (бама). В Храме находились предметы, символизирующие присутствие Бога (ковчег Завета со скрижалями Завета и херувимы), а также утварь для священнослужения. Наиболее важными предметами храмовой утвари являются:
- Большой жертвенник всесожжения, на котором приносились в жертву животные, посвящённые Богу, а также совершались хлебные приношения и возлияния вина.
- Золотой жертвенник воскурения, на котором воскурялся фимиам.
- Золотая Менора, которая своим светом освещала Храм.
- Золотой Стол хлебов предложения, на котором помещались священные «хлебы предложения».

Согласно иудаизму, Храм будет восстановлен в будущем и станет духовным центром еврейского народа и всего человечества.
В Библии Храм обычно называется «Домом Господа» (вследствие запрета на произношение имени Бога читается Бет Адонай или Бет Элохим). Часто в поэтических текстах Пятикнижия и Пророках Храм называется леваноном (לבנון‎). Название бет ха-микдаш (בֵּית הַמִּקְדָּשׁ‎) получило распространение со времён Мишны (II век). В еврейской религиозной литературе широко употребляется название бет ха-бехира (בֵּית הַבְּחִרָה‎). В поэтической литературе Храм называется также именем «Ариель» (אריאל‎).

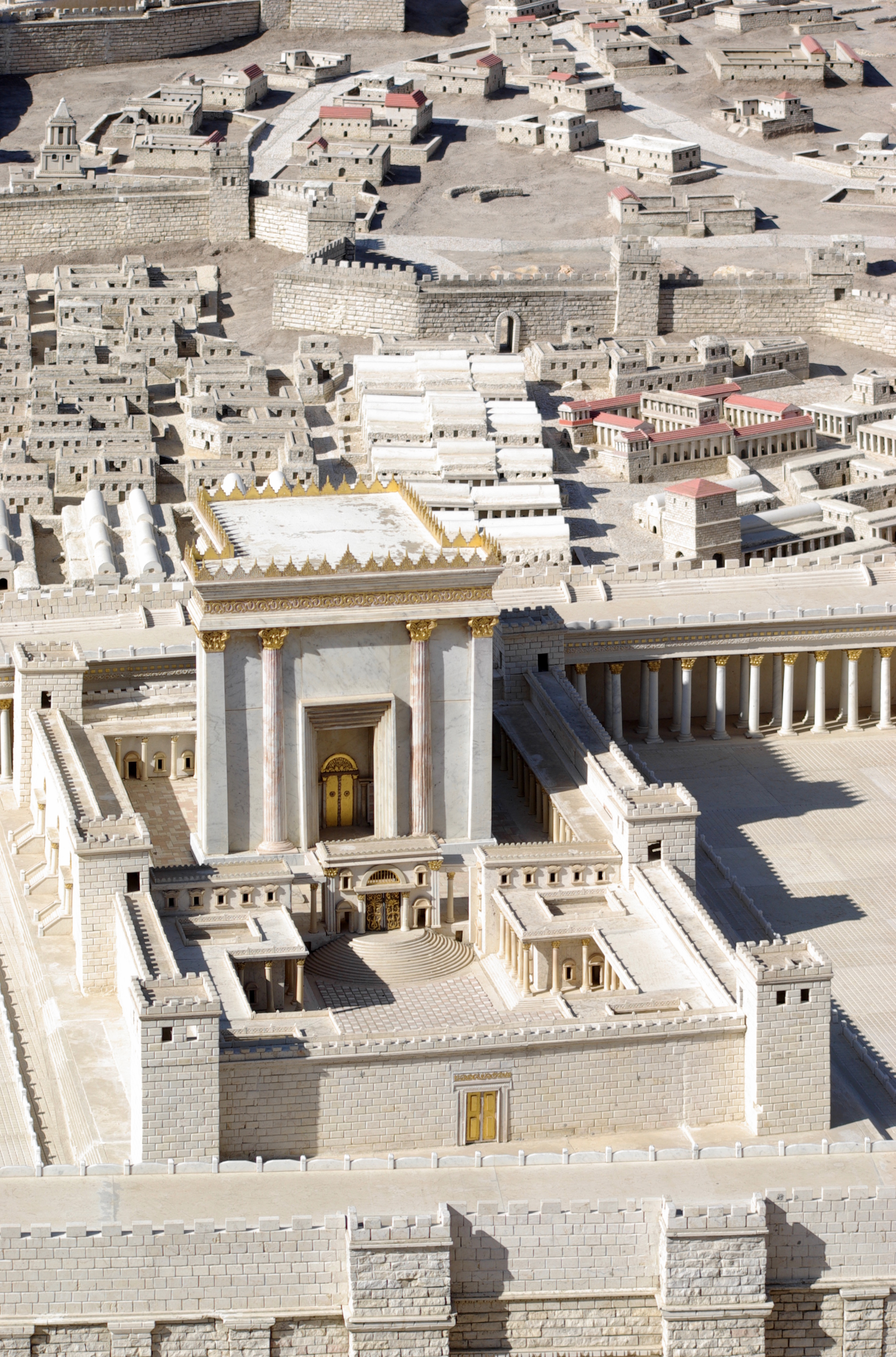
Фрагмент макета-реконструкции Иерусалимского храма Ирода Великого

## Предназначение Храма в иудаизме

### Заповедь строительства Храма
В еврейской галахе заповедь строительства Храма является повелением из поколения в поколение строить здание, которое станет центром священнослужения еврейского народа и в котором будут приноситься жертвоприношения Единому Богу.

И построят Мне святилище, и буду Я пребывать среди них.
— Исх. 25:8
В иудаизме существуют 2 основных мнения по вопросу о назначении Храма. С одной стороны, строительство Скинии, а позже и Храма, рассматривается как некое снисхождение к человеческой природе, в лучшем случае некое средство; с другой, напротив, Храм представляет собой вершину всех мыслимых совершенств. Оба эти подхода напрямую связаны с разногласием относительно датировки получения заповеди о постройке Скинии.
- Согласно первой версии[12], заповедь о строительстве Скинии была дана в Йом-кипур, то есть в тот день, когда Всевышний простил евреям грех Золотого тельца. До этого греха не было необходимости в Храме, так как Шехина пребывала среди народа.
- В то же время, в другом авторитетном источнике[13] утверждается, что законы о постройке Скинии были даны на горе Синай, то есть в данном случае Писание придерживается хронологического порядка изложения. Согласно этому мнению, Храм является точкой соприкосновения земли с небом и изначально необходимым компонентом мироздания.

Таким образом, в иудаизме существуют 2 образа понимания предназначения и смысла Храма, один расценивает его как ценность прикладную, другой — как безусловную.
Так или иначе, Творец, без всякого сомнения, выше любого здания, Он не нуждается в «жилой площади», не нуждается в жертвоприношениях, воскурениях, возлияниях. Всюду в тексте Писания, где сказано «Моя жертва», «Мой хлеб», имеется в виду «жертва, посвящённая Мне», «хлеб, посвящённый Мне».

«Следует отметить, что в Торе сказано не „Я буду обитать В нём“, но „Я буду обитать среди них“, то есть среди людей. Это означает, что Слава Божия проявляется не столько через сам Храм, сколько через народ, построивший его. Не Храм является причиной раскрытия Славы Божией, а самоотверженное желание людей ощутить руку Всевышнего, управляющего миром везде и повсюду.»— Сончино

«Сказано: «Пусть сделают они Мне святилище, и буду обитать среди [или: внутри] них» (Исх. 25:8) — в них, людях, а не в нём, в святилище. Все мы должны воздвигнуть Скинию в наших сердцах, дабы Бог обитал там.»— Мальбим
Тем самым, еврейские пророки и законоучители неоднократно подчёркивали тот факт, что Храм нужен не Богу, а самим людям.

### Мнения о значении Храма
«Двенадцать находившихся там хлебов соответствуют двенадцати месяцам; семь лампад [светильника] — солнцу, луне и пяти [известным тогда] планетам [Меркурий, Венера, Марс, Юпитер и Сатурн]; а четыре рода материалов, из которых была соткана завеса, — четырём стихиям [земля, море, воздух и огонь].»— Иосиф Флавий, «Иудейские древности» III, 7:7

«Храм, прообраз мироздания, назван „вратами небес“, ибо Божественный свет исходит из высшего мира в нижний и наполняет Храм, а из Храма распространяется по всей земле, и каждый элемент мира получает предназначенный ему свет из соответствующей детали Храма.»— р. Йешая Галеви Горовиц (XVI в.), «Шней лухот ха-брит»

«На западе стоял Ковчег Закона с его украшенной херувимами крышкой; на севере — Стол с хлебами предложения; на юге — Менора с лампадами; восточная сторона была обращена к народу, с той стороны был вход, и там, один за другим, стояли жертвенники, которые как бы побуждали людей к радостной самозабвенной отдаче себя Божественной Торе, ожидающей их на западе. Мы верим, что не ошибёмся, предположив, что западная сторона призвана была олицетворять Тору и Присутствие Бога, которое она, и только она, воплощает; северная сторона — материальную жизнь; южная — духовную жизнь; восточная же — конкретный народ, народ Израиля, призванный к самоотверженному служению Богу и Его Торе.»— р. Шимшон Рафаэль Гирш

«Десять чудес были явлены нашим предкам в Храме: не было выкидыша у женщин из-за запаха жертвенного мяса; никогда не гнило жертвенное мясо; не было мух в месте забоя животных; ни разу не было поллюции у Первосвященника в Йом Кипур; дожди не гасили огонь на жертвеннике; ветер не отклонял столб дыма; ни разу не было так, чтобы сноп, жертвенные хлеба и приносимый на стол хлеб оказались непригодными; стоять было тесно, а падать ниц — просторно; ни разу не укусила змея и не ужалил скорпион в Иерусалиме; ни разу не сказал человек: „Мне не хватает денег, чтобы остаться ночевать в Иерусалиме“.»— Мишна, Авот 5:7

### Функции Храма

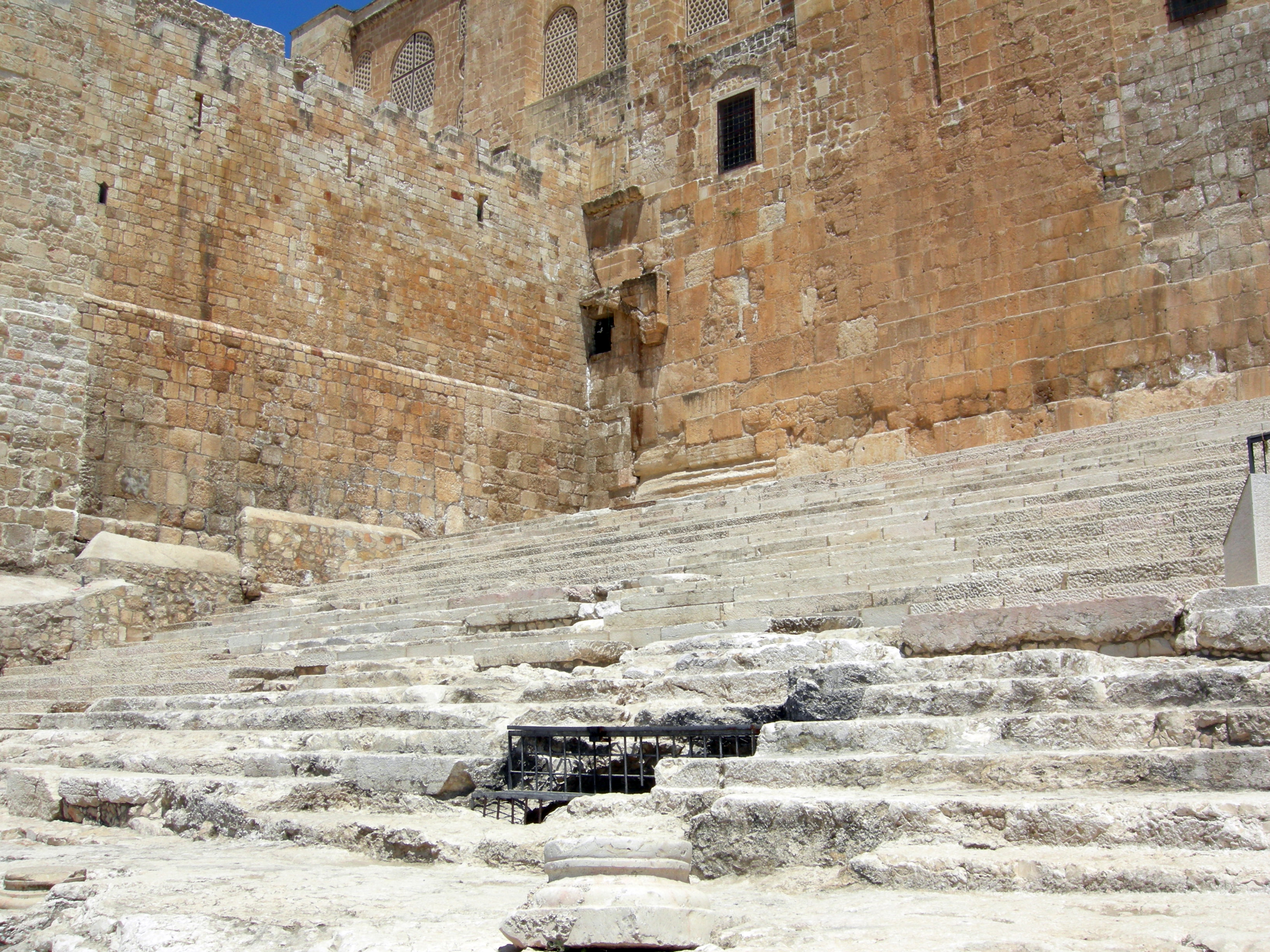
Южные ступени Храмовой горы, Иерусалим

Согласно тексту Писания, функции Храма можно разделить на несколько основных категорий, которые, прежде всего, базируются на том, что
- Главное и важнейшее предназначение Храма — служить местом, где Шехина Творца пребывает на Земле, среди народа Израиля. Служить как бы дворцом Небесного Царя, куда бы народ стекался для выражения своих верноподданнических чувств и покорности. Храм также являлся и своего рода резиденцией высшего духовного правительства народа.

Исходя из этого, Храм является
- местом служения Богу, где осуществляются регулярные церемонии и жертвоприношения. Это также место, где каждый (в том числе и нееврей) мог приблизиться к Богу и принести искупительную или благодарственную жертву.
- местом проявления Шехины. Для всех живших в те времена, когда существовала Скиния и Храм, пребывание Славы Божией в Храме не было вопросом веры; это было простое знание, факт, столь же очевидный, как пребывание в небесах солнца и луны[16].

Кроме этого, Храм также служил
- местом собрания всего народа, главным образом, трижды в году (Песах, Шавуот, Суккот).
- хранилищем высшей национальной святыни, Ковчега Завета, и свитков Торы, которые служили эталоном для всех прочих свитков.
- местом заседания Высшего Суда, Синедриона.
- хранилищем храмовой казны, которая находилась в сокровищнице, помещавшейся в Святилище[17]. Существовала также «сокровищница посвящённых даров», в которой хранились захваченные в ходе военных действий трофеи, а также дары царей и военачальников[18], равно как и подношения частных лиц[19]. В Храме также хранилось царское оружие (например, стрелы и щит Давида[20]).
- По-видимому, в Храме находились также десятина (зерно и крупный и мелкий рогатый скот) и продовольственные запасы, из которых выделялось содержание левитам.

## Архитектура Иерусалимского храма
Принято говорить об эпохе Первого Храма, построенного царём израильского царства Соломоном, и об эпохе Второго Храма, построенного на месте Первого (разрушенного) Храма, однако, с точки зрения архитектуры, храмов было три: Храм Соломона, Храм Зоровавеля и Храм Ирода. Кроме этого, существует также описание Храма, которое дано было Иезекиилю в пророческим видении (Иез. 40—48) для будущего Третьего Храма, которое в некоторых деталях отличается от Первого и Второго Храмов.

### Общие особенности иерусалимских храмов
Храмы, существовавшие в Иерусалиме, отличаются друг от друга множеством архитектурных особенностей и деталей, следуя, тем не менее, основному образцу, общему для всех. Маймонид выделял главные детали, которые должны присутствовать в еврейском Храме и они являются общими для всех храмов в еврейской истории:

 «Следующие вещи являются главными при постройке Храма: делают в нём Кодеш (Святилище) и Кодеш ха-кодашим (Святая святых) и перед Святилищем должно быть помещение, которое называется Улам (Притвор); и всё вместе называется Хехал. И возводят ограду вокруг Хехала, на расстоянии не меньшем, чем то, что было в Скинии; и всё, что внутри этой ограды называется Азара (двор). Всё же вместе называется Храмом».— Маймонид, Мишне Тора, Законы Храма, 1:5
По степени святости порядок частей Храма следующий:
- Святая святых (קודש הקודשים, кодеш ха-кодашим, или דביר, двир) — наиболее священное отделение Храма, в котором помещался Ковчег Завета[22]. Туда не входил никто, кроме первосвященника, который совершал там обряд воскурения раз в году, в Йом-кипур.
- Святилище (הקודש, ха-кодеш, или היכל, хехал[23]) — наибольшее отделение Храма, где происходила основная храмовая служба и из которого проход вёл в Святая святых. Здесь находились: Менора, Стол хлебов предложения и Жертвенник воскурения.
- Притвор (אולם ,улам) — западное отделение Храма, которое отделяло святое от мирского и служило вестибюлем. В Скинии эта часть отсутствовала.
- Вокруг здания Храма ограда определяла территорию храмового двора (חצר, хацер, или העזרה, Азара), где помещались жертвенник всесожжения и медный умывальник.
- Территория вокруг всего этого комплекса, который и назывался «Храмом», в Скинии называлась «Лагерем левитов» (махане левия), поскольку там на стоянках размещалось колено левитов, а в Храме — «Храмовая гора» (хар ха-баит). Часть этой территории составлял «Женский двор» (эзрат нашим), однако неизвестно, существовал ли он во всех храмах.

## Храмовая служба
Мишна, сочинения Иосифа Флавия и Танах содержат обширный материал относительно храмового ритуала. Хотя эти свидетельства по большей части относятся к последним годам существования Храма, в основных чертах храмовая служба сложилась в начальный период Первого Храма и вряд ли претерпела существенные изменения.
Правом служить в Храме обладали священники, потомки Аарона. Левиты же исполняли должности певчих, привратников, хранителей храмового имущества и казны; они также прислуживали священникам во время храмовых ритуалов. Царь обладал священным статусом в Храме, однако, в отличие от священников, он не мог входить в хехал и воскурять фимиам. Царь имел право планировать храмовое здание, устанавливать праздники, освящать, в случае необходимости, внутренний двор, изменять форму и местоположение жертвенника, вводить дополнительные жертвоприношения и устанавливать распорядок службы священников и левитов.
Путём храмового жертвоприношения и сопровождающего его очищения искуплялись прегрешения как частных лиц, так и всего народа, что способствовало духовному очищению и моральному совершенствованию Израиля. Кроме этого ежегодно в праздник Суккот приносилась жертва во искупление грехов всего человечества. Храмовый культ рассматривался как источник благословения не только для евреев, но и для всех народов мира.

## Иерусалимский храм в еврейской истории
Согласно Библии, после исхода евреев из Египта, временным храмом служила переносная Скиния собрания. Перед началом завоевания Ханаана, во Второзаконии подчёркивается, что служение Богу должно происходить «На месте, которое изберёт Господь» (Втор. 12:11).
После завоевания Ханаана Скинию неоднократно перевозили с места на место в Земле Израиля. Центральным святилищем Израиля в эпоху Судей стала Скиния в Силоме, где в то время хранился Ковчег Завета. Силом в этот период служил местом собрания израильских колен. Судя по всему, со временем, строение Скинии в Силоме становится более постоянным — её стены становятся каменными, хотя, по-прежнему, Скиния была покрыта сверху завесами. Поэтому Скиния в Силоме названа Домом Бога или Дворцом Бога.
В царствование Саула филистимляне нанесли израильтянам сокрушительное поражение у Афеки и, захватив сопровождавший израильское войско Ковчег Завета (1Цар. 4:1—11, двинулись на Силом и разрушили его.
Библия повествует, что в горах надела Эфраима некий Миха сделал небольшой храм, где стояла статуя и находился эфод. В этом храме прислуживал левит. В древнем храме в Хевроне Давид был помазан на царство над Иудеей, а затем — и над всем Израилем. В небольшом храме в Негеве хранился меч Голиафа. Храмы существовали также в Сихеме, Вифлееме, Мицпе-Гиладе и в Гиват-Шауле.

### Храм Соломона (950—586 годы до н. э.)
Создание центрального Храма в древнем Израиле олицетворяло объединение Израильского царства и могло произойти лишь во время упрочения этого единства. И действительно, согласно Библии, Храм был воздвигнут в период самого высшего проявления национального единства еврейского народа, в царствование Соломона. Соломону удалось осуществить план постройки грандиозного Храма, к которому устремлялись бы на поклонение евреи со всех концов Израиля.
Библия повествует, что во всё время, пока евреи должны были воевать за свою независимость с соседними народами, Бог не хотел обитать в «Доме», а странствовал «в шатре и Скинии» (2Цар. 7:6).
Царь Давид завоевал столицу иевусеев Иерусалим и торжественно перенёс Ковчег Завета туда, где поместил его в специально предназначенную для него скинию и лично принёс в ней жертвы Богу (2Цар. 6). Иерусалим находился на территории между наделами колена Иуды (к которому принадлежал Давид) и колена Вениамина (к которому принадлежал первый царь Израиля Саул. Перенеся Ковчег Завета, символ присутствия Бога, в город, не принадлежавший ни одному из колен и бывший в личном владении царя, Давид, тем самым, превратил свою столицу в святой город, вокруг которого концентрировалась религиозная жизнь всех двенадцати колен Израиля.
В Иерусалиме Давид купил у иевусита Аравны гору Мориа, где воздвиг на месте гумна жертвенник Богу Израиля, чтобы остановить поразившую народ эпидемию. Согласно Библии, это и есть гора Мориа, где происходило жертвоприношение Исаака. Давид намеревался соорудить на этом месте Храм, однако, вняв словам пророка Нафана (2Цар. 7), оставил эту миссию своему сыну Соломону.

#### Строительство Храма Соломона
За годы своего правления царь Давид произвёл значительные приготовления для строительства Храма (1Пар. 22:5). Соломону Давид передал разработанный им, совместно с Верховным судом (синедрионом), план Храма (1Пар. 28:11—18).
Соломон (970—930 годы до н. э.) приступил к строительству Храма на четвёртый год своего царствования, в 480 году после исхода евреев из Египта, в начале второго месяца (3Цар. 6:1, 37; 2Пар. 3:1, 2). За содействием он обратился к Хираму, царю финикийского Тира. Тот прислал опытного зодчего по имени Хирам Абифф, плотников и других ремесленников.
Строительство самого Храма длилось 7 лет, с 957 по 950 годы до н. э. (по другим данным, с 1014 по 1007 годы до н. э.). Работа была завершена в восьмом месяце 11 года царствования Соломона (3Цар. 6:37, 38). Празднование освящения Храма было произведено на следующий год, в седьмом месяце, перед праздником Суккот, и было отпраздновано с величайшей торжественностью, при участии старейшин Израиля, глав колен и родов (3Цар. 8:1—66, 2Пар. 5:1—7, 10). Ковчег Завета был торжественно установлен в Святая святых, и Соломон вознёс публичную молитву. Празднование освящения Храма длилось 14 дней (2Пар. 7:8) и его описание свидетельствует о том, что строительство Храма было делом величайшей важности для всего народа.
Храм являлся частью комплекса царского дворца и, несомненно, доминировал над окружающими постройками. Дворец, над возведением которого трудился, вероятно, тот же финикийский зодчий Хирам, располагался рядом с Храмом и сообщался с ним посредством отдельного входа. Недалеко от Храма Соломон также построил свой летний дворец и дворец для дочери египетского фараона, которую взял в жёны. Строительство всего храмового комплекса длилось 16 лет.

#### История Храма Соломона
Великолепное здание Храма сделало его с самого начала центральным святилищем для всего Израиля, хотя наряду с ним продолжали существовать и местные святилища — бамот. Вошло в обычай восходить трижды в году в Иерусалимский храм, как раньше в Скинию, которая располагалась в Силоме. Однако ухудшение политической ситуации в конце правления Соломона и в дни его преемников отразилось на судьбе Храма. Чтобы подорвать статус Иерусалима как духовно-политического центра всех израильских колен, основатель Израильского (Северного) царства Иеровоам I (930 год до н. э.) восстановил святилища в Вефиле и Дане и превратил их в подобие Иерусалимского храма. В обоих храмах Иеровоам установил золотых тельцов.
Тем временем, в Иудее Иерусалимский храм всё более и более возвышался в глазах народа и занял первое место в поклонении Единому Богу. Гора Мориа, на которой стоял Храм, стала считаться Божией горой, а Храм — жилищем Господним. Уже древнейшие пророки, творения которых дошли до нас, предполагают, что Сион является исключительным местопребыванием Господа на земле (как некогда гора Синай). Чудесное избавление Иерусалима и вместе с ним всей Иудеи от нашествия Сеннахирима (Санхерива) в 701 году до н. э. ещё больше окружило Иерусалимский храм ореолом Божественной святости и чудодейственной силы. Однако, существование местных бамот рядом с постоянным Храмом считалось нормальным явлением ввиду того значения, которое придавалось народом жертвоприношениям.
Политическая слабость и военные поражения Иудеи плачевно сказывались на храмовой сокровищнице, Храм неоднократно грабили, оскверняли и вновь восстанавливали. Иногда сами иудейские цари при нужде в деньгах брали из сокровищ Храма. Тем не менее, производились и восстановления Храма.
Царь Езекия, находившийся под влиянием пророка Исаии, сделал серьёзную попытку уничтожить местные святилища. Иерусалимский храм был объявлен единственным законным местом служения Богу Израиля в Иудее. Но его реформа была временной; после его смерти, при царе Манассии языческие капища были возобновлены, а в самом Храме были поставлены статуя Астарты и языческие жертвенники, также в нём были поселены блудницы.
Падение Северного царства и разрушение ассирийцами израильских храмов в Дане и Вефиле в 732 и 721 годах до н. э. укрепило положение Иерусалимского храма в качестве центрального святилища всех израильских колен. В результате, паломники из бывшего Израильского царства прибывали на Песах в Иерусалим. С восшествием же на престол благочестивого царя Иосии в 622 году до н. э. были ликвидированы все языческие культы, разрушены алтари в культовых центрах северных колен, и Иерусалимский храм был окончательно превращён в национально-религиозный центр. С тех пор в Иудее было одно-единственное Святилище, куда паломничали даже самаритяне.
Вскоре после смерти Иосии Навуходоносор забрал «часть сосудов дома Господня… и положил их в капище своём в Вавилоне» (2Пар. 36:7). Спустя 8 лет после этого, при царе Иехонии Навуходоносор захватил Иерусалим и «вывез все сокровища дома Господня… и изломал… все золотые сосуды, которые Соломон, царь Израилев, сделал в храме Господнем». Ещё через 11 лет, после того, как Седекия объявил отделение Иудеи от Вавилона, вавилоняне, под предводительством Навузардана, в 586 году до н. э. захватили Иерусалим вновь и на этот раз полностью разрушили Храм Соломона до самого основания. Большинство жителей Иерусалима были убиты, оставшиеся взяты в плен и угнаны в рабство в Вавилонию. Ковчег Завета был при этом утерян.
Со времени пророка Михея (начало VIII века до н. э.) пророки не переставали предостерегать, что в наказание за моральные и религиозные прегрешения Израиля Храм будет разрушен. Разрушение Храма и последовавшее за ним вавилонское пленение стало подтверждением этих пророчеств и, в результате, вызвало стремление к неукоснительному соблюдению Закона и надежду, в духе пророческих видений Иезекииля, на возвращение из изгнания и восстановление Храма. В память о разрушении Храма и сопровождавших его событиях было установлено четыре поста, среди которых пост 9 Ава знаменовал день, когда был сожжён Храм.

### Второй Храм: ХрамЗоровавеля(516—20 годы до н. э.)
Второй Храм — Храм, начало восстановления которого было положено в правление Кира Великого, реконструированный Иродом Великим и разрушенный после штурма Иерусалима в ходе Первой Иудейской войны римской армией, во главе с Титом.

Изображение будущего Храма по книге пророка Иезекииля (гл. 40—48). Автор: французский учёный и архитектор Шарль Шипез (Charles Chipiez), XIX век

#### Строительство Храма Зоровавеля
В 538 году до н. э., после завоевания Вавилонии, персидский царь Кир Великий издал декрет, разрешавший изгнанникам возвратиться в Иудею и восстановить Иерусалимский храм, разрушенный вавилонским царём Навуходоносором. Декрет устанавливал размеры Храма и содержал распоряжение об оплате расходов на его строительство и о возвращении Храму священной утвари, захваченной из Храма Соломона Навуходоносором.
Работы по восстановлению Храма велись под руководством Зоровавеля, который был потомком царя Давида, и первосвященника Иехошуа. Территория Храма была очищена от обломков и пепла, был возведён Жертвенник всесожжения и ещё до строительства самого Храма было возобновлено принесение жертв (Езд. 3:1—6).
На второй год после возвращения из Вавилона в 24-й день месяца кислев началось строительство. Вскоре, однако, возникли распри между иудеями и самаритянами, которым не было позволено принять участие в строительстве, и они стали всячески препятствовать восстановлению Иерусалимского храма. В результате, строительство Храма было прервано на 15 лет. Только во втором году царствования Дария I Гистаспа (520 год до н. э.) строительство Храма возобновилось (Агг. 1:15). Дарий I Гистасп лично подтвердил декрет Кира и санкционировал продолжение работ.
Работы были завершены в третий день месяца адар, на шестой год правления Дария, что соответствует 516 году до н. э., через 70 лет после разрушения Первого Храма.

#### История Храма Зоровавеля
Когда вслед за завоеваниями Александра Македонского Иудея подпала под власть греков (около 332 года до н. э.), эллинистические цари относились к Храму с уважением и посылали туда богатые дары. Отношение Селевкидских правителей к Храму резко изменилось в правление Антиоха IV Эпифана (175—163 годы до н. э.). В 169 году до н. э. на обратном пути из Египта он вторгся на территорию Храма и конфисковал драгоценные храмовые сосуды. Два года спустя (167 год до н. э.) он осквернил его, поставив на Жертвенник всесожжения небольшой алтарь Зевса Олимпийского. Храмовая служба была прервана на три года и возобновлена после захвата Иерусалима Иудой Маккавеем (164 год до н. э.) во время восстания Маккавеев (167—163 годы до н. э.). С этого времени храмовая служба велась без перерывов, даже в то время, когда грекам на время удалось овладеть Храмом.
Иуда Маккавей очистил Храм от языческой скверны и отремонтировал его, а также поставил новый Жертвенник всесожжения и изготовил новую утварь для святилища. Ровно через три года после осквернения Храма сирийцами он был освящён, и в нём были возобновлены жертвоприношения и зажигание Меноры. С этим связана история еврейского праздника Ханука, который ежегодно празднуется в память об этих событиях.
Впоследствии Второй Храм постигли новые удары. Когда в 63 году до н. э. Помпей после трёхмесячной осады овладел Иерусалимом, римляне взяли штурмом укреплённый Храм в День Искупления, покрыв его дворы многочисленными трупами. Помпей со всей свитой вступил в Святая святых, но не тронул священной утвари и храмовой казны. При завоевании Иерусалима Иродом несколько колонн Храма были сожжены и дворы Храма залиты кровью защищавших его. Тем не менее, дальнейшее осквернение Храма было Иродом остановлено.

### Второй Храм: Храм Ирода (20 год до н. э. — 70 год н. э.)

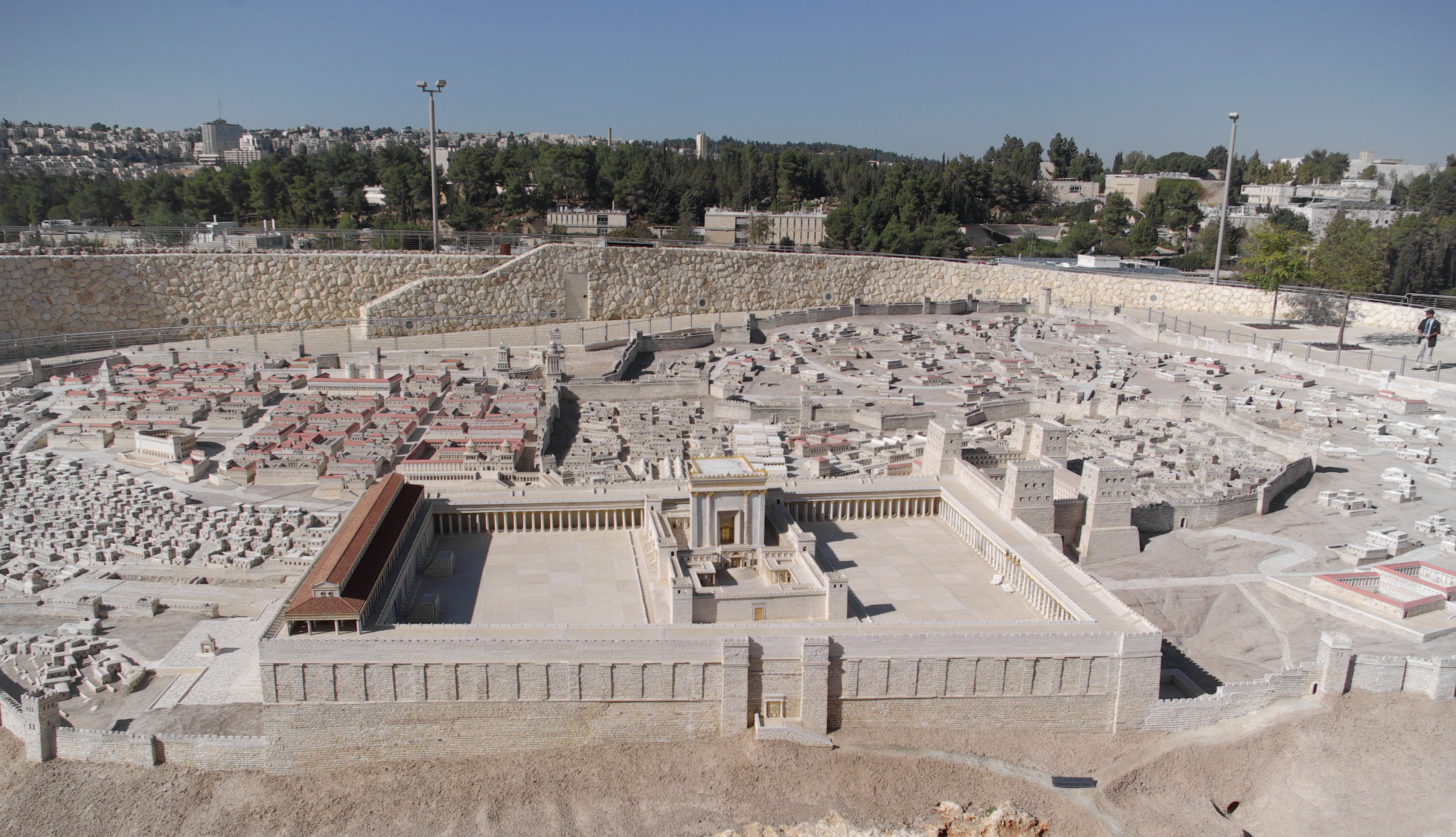
Модель Храма Ирода Великого

#### Строительство Храма Ирода
Обветшавший Иерусалимский храм не гармонировал с новыми великолепными зданиями, которыми Ирод украсил свою столицу. Примерно в середине своего царствования Ирод принял решение о переустройстве Храмовой горы и о перестройке самого Храма, надеясь этим актом приобрести расположение не любившего его народа. Кроме этого он руководствовался желанием исправить те повреждения, которые он сам причинил на святом месте при завоевании города. Похвальное желание реставрировать Храм слилось в планах Ирода с его честолюбивым стремлением создать себе в истории славу царя Соломона, и в то же время, пользуясь реставрацией Храма, усилить надзор за ним, что было достигнуто строительством, в полицейских целях, крепости во дворе Храма и устройством подземных ходов.
В соответствии с текстом «Иудейской Войны» строительные работы начались на 15-м году царствования Ирода, то есть в 22 году до н. э. «Иудейские Древности» сообщают, однако, что осуществление проекта началось на 18-м году царствования Ирода, то есть в 19 году до н. э.
Чтобы не вызвать народного гнева и волнений, царь приступил к реставрации Храма лишь после заготовки необходимых для строительства материалов и окончания всех подготовительных работ. Были приготовлены около тысячи телег для транспортировки камня. Тысяча священников была обучена строительному мастерству для того, чтобы они могли произвести всю необходимую работу во внутренней части Храма, куда разрешено входить только священникам. Мишна сообщает, что строительство велось с тщательным соблюдением всех требований галахи. Были приняты необходимые меры, чтобы во время работ обыкновенные службы в Храме не прекращались.
Объём работ был колоссальным, и они продолжались в течение 9,5 лет. Работы по перестройке самого корпуса Храма продолжались 1,5 года, после чего он был освящён; в течение ещё 8 лет Ирод с большим энтузиазмом занимался переделкой дворов, возведением галерей и устройством внешней территории. Работа по отделке и доработке отдельных частей здания Храма и строительство в системе дворов на Храмовой горе продолжалось ещё долгое время после Ирода. Так, ко времени, когда, согласно Евангелиям, в Храме проповедовал Иисус, строительство продолжалось уже 46 лет. Строительство было окончательно завершено лишь при Агриппе II, в период правления наместника Альбина (62—64 годы н. э.). То есть, всего за 6 лет до разрушения Храма римлянами в 70 году.
Ирод наложил на Храм отпечаток греко-римской архитектуры. Тем не менее, устройство самого Храма было предоставлено традициям и вкусу самих священников, в то время, как переделка дворов, особенно внешнего двора, осталась за Иродом. Таким образом, двор Храма, предоставленный Ироду и его архитектурным вкусам, должен был потерять свой традиционный характер, вместо прежних трёхэтажных помещений вдоль дворовых стен, вокруг дворов была возведена тройная колоннада в эллинистическом стиле. В этом стиле были построены также «ворота Никанора» и фасад Храма. Однако, что касается строений, непосредственно связанных с храмовой службой, то здесь использовался традиционный стиль Востока.
Внешний вид Храма Иосиф Флавий описал так:

«Внешний вид храма представлял всё, что только могло восхищать глаз и душу. Покрытый со всех сторон тяжёлыми золотыми листами, он блистал на утреннем солнце ярким огненным блеском, ослепительным для глаз, как солнечные лучи. Чужим, прибывавшим на поклонение в Иерусалим, он издали казался покрытым снегом, ибо там, где он не был позолочен, он был ослепительно бел.»— Иосиф Флавий, «Иудейская Война» V, 5:6
Тем не менее, несмотря на все изменения, которые были внесены в храмовый комплекс Иродом и священниками, которые значительно расширили здание самого Храма, обновлённый Храм не стал новым третьим Иерусалимским храмом, а продолжал называться, как и Храм Зоровавеля, вторым Иерусалимским храмом.

#### История Храма Ирода

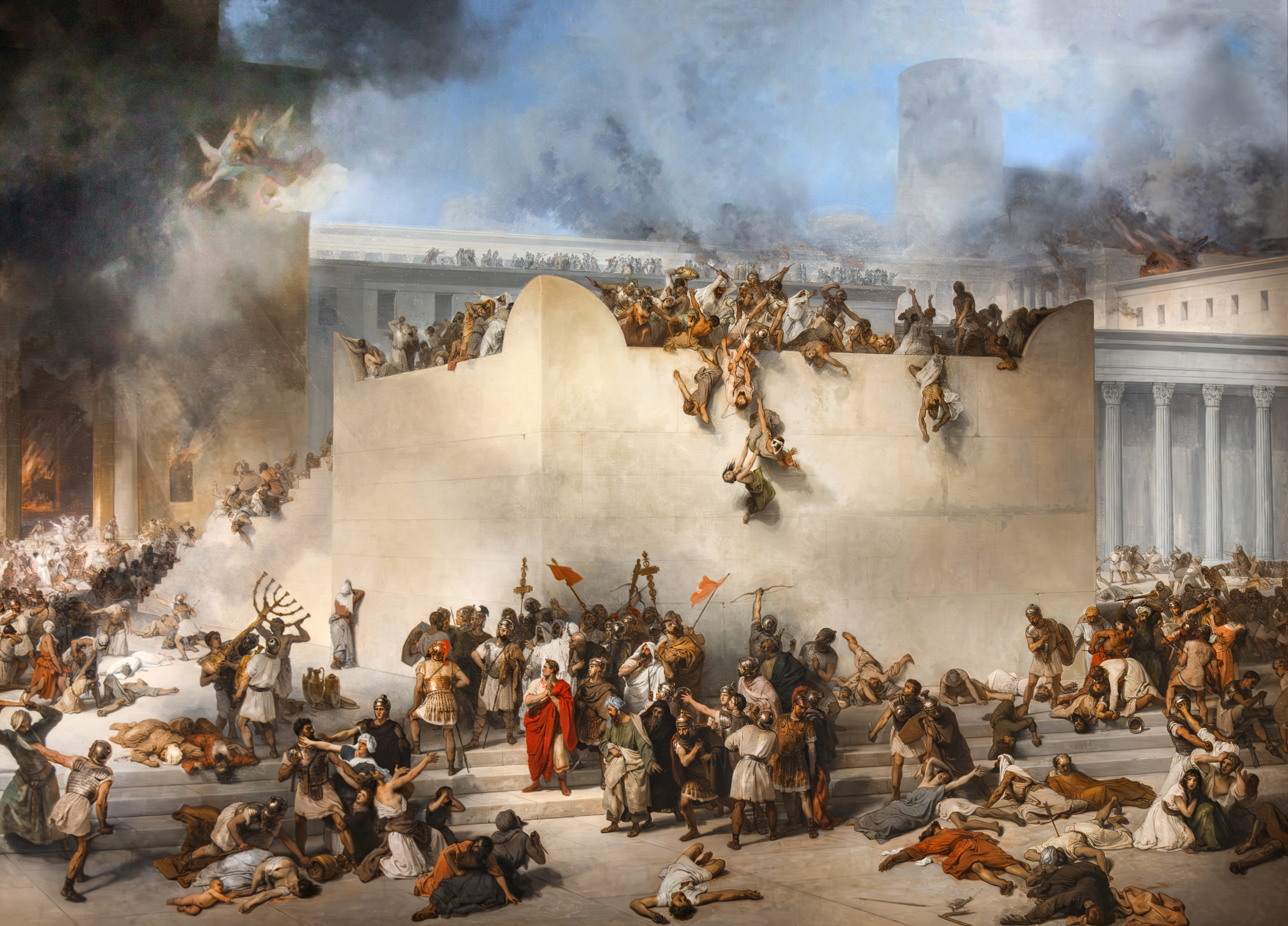
Картина Франческо Айеца «Разрушение Иерусалимского храма»

Храмовая гора и Храм не только были настоящим сердцем Иерусалима эпохи Второго Храма, но и служили духовным центром всей еврейской нации.
Начало антиримского восстания 66—73 годов (Первая Иудейская война) ознаменовалось прекращением регулярных жертв за благополучие римского императора. При подавлении этого восстания римская армия во главе с Титом осадила Иерусалим. С самого начала осады военные действия сконцентрировались вокруг Храма.
Осада и бои за город длились 5 месяцев. Однако неоднократные попытки римлян овладеть стеной храмового двора не увенчались успехом, пока 9-го Ава Тит не приказал поджечь храмовые ворота. На следующий день в римском штабе состоялся совет относительно судьбы Храма. Согласно свидетельству Флавия, Тит намеревался пощадить Храм, но его подожгли римские солдаты. В то же время другой источник сообщает, что Тит требовал разрушить Храм. Как бы там ни было, Храм запылал. Удерживавшие Храм повстанцы сражались до конца и, когда пламя охватило здание, многие из них бросились в огонь. Храм горел в течение 10 дней, а к сентябрю весь Иерусалим был превращён в руины. Храмовая гора была распахана. Римлянами были пленены почти 100 000 жителей. Общее же количество погибших от меча, голода и пленённых за время войны, по свидетельству Иосифа Флавия, было около 1 миллиона 100 тысяч.
Таким образом, спустя всего 6 лет после окончания строительства нового, роскошного Иерусалимского храма, в 70 году н. э. он был разрушен. Это произошло в тот же самый день, 9-го Ава по еврейскому календарю, в который вавилоняне сожгли Храм Соломона.
Часть храмовой утвари из разрушенного Храма уцелела и была захвачена римлянами — эти трофеи (среди которых знаменитая Менора) изображены на рельефах триумфальной арки Тита на римском Форуме.

### После разрушения Храма
Разрушение Иерусалима и сожжение Храма положило начало рассеянию евреев по всему миру. Талмудическая традиция говорит, что когда Храм был разрушен, все Небесные Врата, кроме одних, Ворот Слёз, закрылись, а Западная стена, оставшаяся от второго Иерусалимского Храма, получила название «Стена Плача», так как слёзы всех евреев, оплакивающих свой Храм, проливаются здесь.
Город длительное время находился в руинах и запустении.
- В 130 году император Адриан повелел построить на развалинах Иерусалима римскую колонию, которой было дано название Элия Капитолина[86]. В новом городе на месте Храма было воздвигнуто святилище, посвящённое Юпитеру, а на том самом месте, где некогда находилась Святая святых, была воздвигнута конная статуя Адриана. По свидетельству греческого историка Диона Кассия (155—235) это вызвало «свирепую и затяжную войну». Вспыхнуло новое еврейское восстание (Восстание Бар-Кохбы или 2-я Иудейская война, 132—136 годы).

Восставшие евреи овладели Иерусалимом и соорудили временный Храм, где на короткое время возобновились жертвоприношения. Иерусалим оставался в руках повстанцев почти три года (132—135), пока летом 135 года восстание не было подавлено и римляне вновь захватили город. Адриан издал декрет, по которому всем, кто подвергся обрезанию, доступ в город был запрещён.
- В 361 году на престол римской империи взошёл Юлиан (361—363 годы), которого христиане называют «отступником» (Apostata), за его стремление вернуться к старой языческой «религии отцов». В декабре 361 года, воцарившись на троне в Константинополе, Юлиан начал проведение в жизнь новой имперской религиозной политики. Он объявил о свободе отправления культа на подвластной ему территории, в том числе, и для различных христианских сект, и о возврате конфискованного имущества языческих храмов. Среди прочего, Юлиан обнародовал также и свой план о восстановлении еврейского Храма в Иерусалиме[87].

Его отношение к иудаизму и намерение заново построить Иерусалимский храм объясняется тем, что он старался лишить церковь её еврейского основания. Возобновление жертвоприношений в Храме могло публично продемонстрировать ложность пророчества Иисуса о том, что от Храма «не останется камня на камне» (Мф. 24:2; Мк. 13:2; Лук. 21:6) и неверность утверждения об унаследовании иудаизма христианством.
Император без промедления приступил к осуществлению своего плана. Требуемые средства были ассигнованы из государственной казны, а главой проекта был назначен Элипий Антиохийский, один из преданнейших помощников Юлиана и бывший наместник Британии. Подготовка материалов и инструментов, их доставка в Иерусалим и установка на месте, а также набор мастеров и рабочих продолжались в течение длительного времени. Планирование работы потребовало немалых усилий со стороны архитекторов. Первым этапом работ было удаление развалин, находившихся на месте строительства. Лишь после этого, по-видимому, 19 мая, строители непосредственно приступили к возведению Храма.
Однако 26 мая 363 года работы по восстановлению Храма были прекращены из-за пожара, который возник в результате стихийного бедствия или аварии на Храмовой горе. А спустя месяц Юлиан пал в бою, и его место занял христианский полководец Иовиан, который положил конец всем его планам.
- После того как Палестину захватили арабы в 638 году, на месте разрушенного Храма, священном и для мусульман, были построены исламские культовые сооружения, величайшими из которых являются Аль Акса и Куббат ас-Сахра. Эти сооружения нередко принимались захватившими Иерусалим крестоносцами за Иерусалимский храм, что нашло своё отражение в произведениях изобразительного искусства того времени.

### Настоящее время
В настоящее время на месте Храма Соломона находится комплекс Куббат ас-Сахра (Купол Скалы, и мечеть Аль Акса). От Храма Ирода до настоящего времени дошли всего 2 руины: южная часть от западной стены внешней ограды Храма (известная как «Стена Плача») и заложенные блоками и застроенные «Золотые ворота», бывшие входные арки в восточной стене. Утверждается, что эти ворота сами собой откроются в момент прихода Мессии.

#### Местоположение Храма

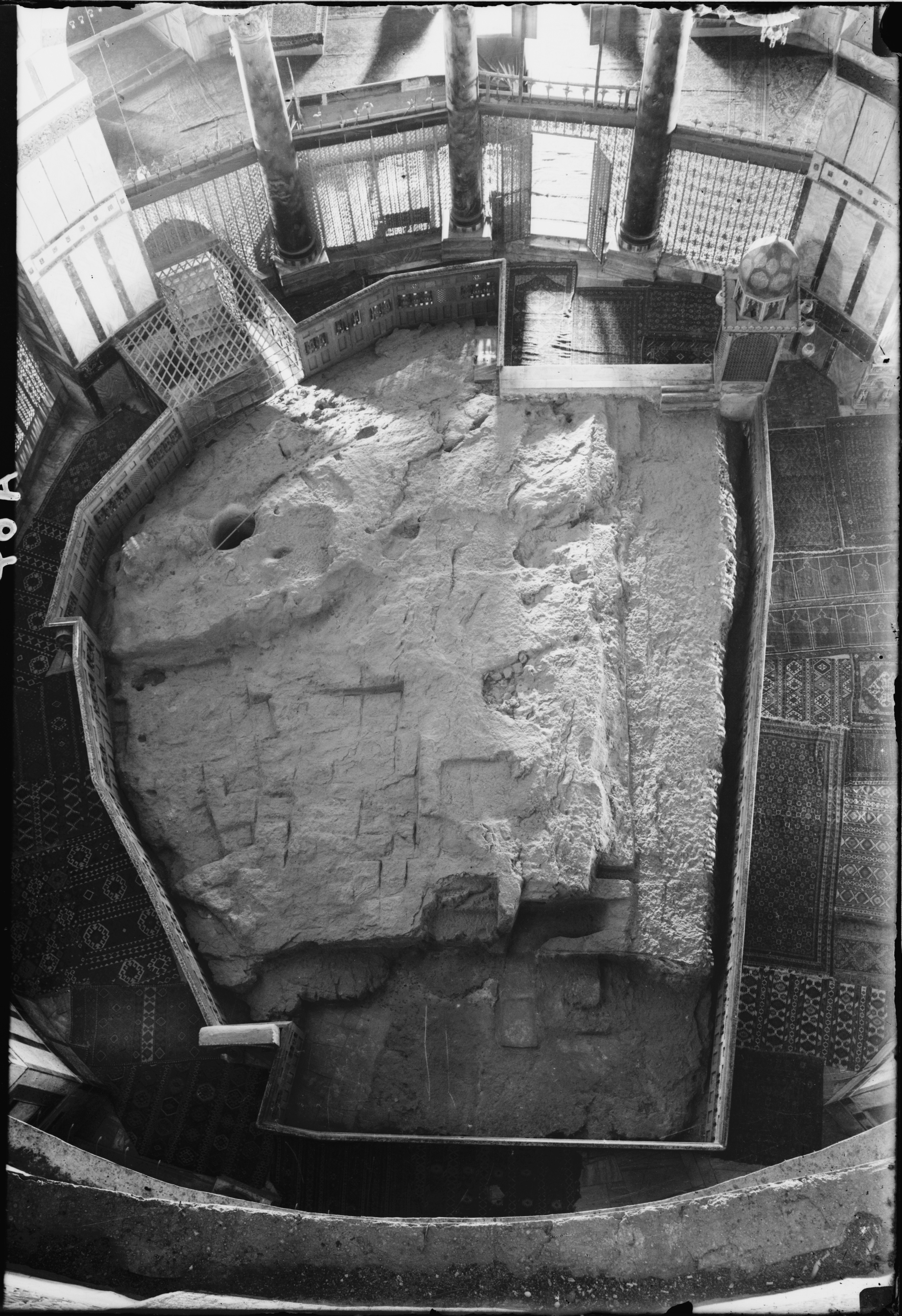
Камень основания на Храмовой горе в Иерусалиме

Традиционно Храм располагают на том месте, где сегодня стоит мечеть Омара (Харам аш-Шариф), точнее — Купол Скалы (Куббат ас-Сахра), построенный Абд аль-Маликом в 637 году. Сторонники этой точки зрения опираются на сведения исторических источников, согласно которым Куббат ас-Сахра перекрыла остатки стоявшего здесь Второго Храма. Наиболее аргументировано и последовательно эта концепция была изложена профессором Лином Ритмейером.
В середине Купола Скалы возвышается на 1,25—2 метра большая скала длиной 17,7 метров и шириной 13,5 метров. Этот камень считается[кем?] священным и окружён позолоченной решёткой, чтобы никто к нему не прикасался. Считается[кем?], что это и есть тот Эвен ха-Штия («Камень Основания»), о котором в Талмуде говорится, что с него Господь начал Сотворение мира и который помещался в Святая святых Иерусалимского храма. Однако это противоречит тому, что известно о Камне Основания из еврейских источников. Так, согласно Мишне, он поднимался над почвой всего на 3 пальца, а видимая теперь скала доходит до двух метров; кроме того, она крайне неровна и заострена вверх и первосвященник не мог бы ставить на неё кадильницу в Йом-кипур.
Другие полагают, что на этом камне во дворе Храма находился Жертвенник всесожжения. В таком случае, Храм располагался к западу от этого камня. Это мнение более вероятно, поскольку это соответствует пространственным отношениям на Храмовой площади и позволяет разместить ровную площадь достаточно больших размеров.
Существуют и другие варианты локализации Храма. Почти два десятилетия назад израильский физик Ашер Кауфман предположил, что как первый, так и второй храмы были расположены в 110 метрах к северу от мечети Скалы. По его расчётам, Святая святых и Камень Основания находятся под нынешним «Куполом Духов», небольшой мусульманской средневековой постройкой.
Противоположную, «южную» (по отношению к Куполу Скалы) локализацию Храма на протяжении последних пяти лет разрабатывает известный израильский архитектор Тувия Сагив. Он помещает его на месте современного фонтана Аль-Кас.

## Другие храмы в еврейской истории

### Храмы Израильского царства
Библия повествует, что в горах надела Эфраима некий Миха сделал небольшой храм, где стояла статуя и находился эфод. В нём прислуживал левит (Суд. 17, 18). Этот храм был перенесён мигрировавшим на север коленом Дана. Другим духовным центром был Вефиль, где, согласно Библии, ещё Иаков основал святилище Бога Израиля (Быт. 28:22).
Чтобы подорвать статус Иерусалима как духовно-политического центра всех израильских колен, основатель Израильского (Северного) царства Иеровоам I (930 год до н. э.) восстановил святилища в Вефиле и Дане и превратил их в подобие Иерусалимского храма. В обоих храмах Иеровоам установил золотых тельцов.
Падение Северного царства и разрушение ассирийцами израильских храмов в Дане и Вефиле в 732 и 721 годах до н. э. укрепило положение Иерусалимского храма в качестве центрального святилища всех израильских колен. В результате, паломники из бывшего Израильского царства прибывали на Песах в Иерусалим. С восшествием же на престол благочестивого царя Иосия в 662 году до н. э. были ликвидированы все языческие культы, разрушены алтари в культовых центрах северных колен, и Иерусалимский храм был окончательно превращён в национально-религиозный центр.

### Храм самаритян на горе Гризим
В правление последних царей Иудеи сохранившиеся жители бывшего Израильского царства продолжали поддерживать связь с Иерусалимом и Храмом. Ещё в начале периода возвращения в Сион лидеры Самарии пытались сотрудничать с вернувшимися из изгнания, однако те отвергли сотрудничество, что привело к длительной вражде между самаритянами и вернувшимися и способствовало превращению самаритян в отдельную религиозно-этническую группу.
Согласно Иосифу Флавию, окончательный разрыв между евреями и самаритянами произошёл уже после Неемии когда из-за женитьбы на дочери Санваллата (предводителя самаритян) был смещён Менашше из семьи первосвященников. В противовес Иерусалимскому храму, Санваллат построил зятю храм на горе Гризим, что, по всей видимости, привело к формальному размежеванию между евреями и самаритянами, которые впоследствии объявили Гризим более священным местом, чем Иерусалим. Самаритяне считают себя потомками жителей Израильского царства и признают только Письменную Тору, отвергая Тору устную, то есть Талмуд.
После завоевания Александра Македонского, которому самаритяне оказали поддержку, между евреями и самаритянами сложились враждебные отношения. Согласно еврейским источникам, самаритяне неоднократно посягали на Иерусалимский храм. Самаритяне потеряли расположение Александра, когда сожгли македонского наместника в городе Самария. В наказание Александр разрушил город, изгнал его жителей и основал на этом месте македонскую колонию.
Хотя самаритяне не участвовали в восстании Маккавеев, Антиох IV Эпифан после 167 года до н. э. превратил самаритянский храм на горе Гризим в храм Зевса. В правление Йоханана Гиркана I самаритяне вошли в коалицию нееврейских городов против Хасмонеев. В 128—127 годов до н. э. Йоханан Гиркан захватил и разрушил Шхем и Самарию, а также разрушил храм на горе Гризим. Самария была вскоре восстановлена, а Шхем — лишь спустя 180 лет. Храм на горе Гризим более не восстанавливался и почти не упоминался, однако, по-видимому, после царствования Йоханана Гиркана на горе Гризим был сооружён алтарь.
Император Адриан построил на восточном отроге Гризим новый храм Зевса, уничтоженный в IV веке при императоре Юлиане Отступнике. При императоре Зеноне в 484 году на руинах самаритянского храма была выстроена церковь Богоматери. После арабского завоевания, церковь была разрушена в 754—755 годах аббасидским халифом ал-Мансуром.

### Храм Бога Израиля в Египте
По всей видимости, вскоре после разрушения вавилонянами Иерусалимского храма еврейские колонисты в Элефантине соорудили там храм Бога Израиля. Во всяком случае, когда в 525 году до н. э., персидский царь Камбиз II завоевал Египет, храм в Элефантине уже существовал. Здание было разрушено в 410 году до н. э.
Значительно позднее, в середине II века до н. э., в правление Птолемея VI Филометора, Ония (Хонио, Ониас) IV из рода иерусалимских первосвященников основал храм в Леонтополисе (в Нижнем Египте), называемый храмом Ониаса (בֵּית חוֹנִיוֹ‎).
Храм Ониаса был построен наподобие Иерусалимского храма, однако отличался от него в деталях. Всё время существования храма Ониаса службу в нём вели Хонио и его сыновья. Священная утварь в нём была такой же, что и в Иерусалиме, с тем лишь исключением, что вместо стоявшей на полу Меноры использовалась подвесная.
Храм в Леонтополисе несколько раз упоминается у Иосифа Флавия, и из этих упоминаний можно заключить, что евреи Египта, приносившие там жертвы, не рассматривали этот храм как равный по святости Иерусалимскому. В еврейской литературе Египта того времени почти нет упоминананий о Доме Ониаса, тогда как жертвоприношениям в Иерусалимском храме посвящены многие страницы.
В Талмуде отношение к храму Ониаса неоднозначно, некоторые законоучители считали, что жертвоприношения там были идолопоклонством, в то время как другие полагали, что, хотя эти жертвоприношения неправомочны, тем не менее они приносились Богу Израиля. Во всяком случае, священникам этого святилища отказывается в праве служить в Иерусалимском храме.
Храм Ониаса недолго просуществовал после разрушения Иерусалимского храма и был разрушен в 73 году н. э. по приказу императора Веспасиана.

## Перспективы постройки Третьего Храма
Согласно еврейской традиции, Храм будет восстановлен с приходом Мессии на прежнем месте, на Храмовой горе в Иерусалиме, и станет духовным центром для еврейского народа и всего человечества.
Согласно традиционной точке зрения, Третий Храм должен быть устроен по образцу Храма, подробно описанного в пророческом видении Иезекииля. Подобный Храм, однако, так и не был построен, поскольку пророчество Иезекииля довольно туманно и неопределённо. Строители Второго Храма были вынуждены сочетать в его устройстве архитектуру Храма Соломона с теми элементами Храма Иезекииля, описание которых достаточно ясно и понятно. По этой причине, еврейские законоучители относят это пророчество к числу тех, которые будут исполнены лишь во времена грядущего Избавления (геула), которое наступит с приходом Мессии.
Храм в видении Иезекииля походит на своих предшественников лишь своим общим видом, в нём также присутствуют: Притвор (Улам), Святилище (Хехал), Святая святых (Двир) и Двор (Азара). В остальном же этот Храм существенно отличается от первого и второго храмов как формой, так и размерами. Внешний двор в Третьем Храме имеет дополнительные 100 локтей с севера и с юга, что придаёт ему форму квадрата. Для строительства Храма таких размеров потребуются значительные топологические изменения для расширения площади Храмовой горы.
По поводу процесса восстановления Третьего Храма среди еврейских законоучителей нет единого мнения. Основных мнений — 2:
- Крупнейший еврейский комментатор Торы и Талмуда Раши[100] считает, что Храм чудесным образом появится уже полностью отстроенным, останется лишь пристроить ворота и укрепления.
- Великий еврейский философ Маймонид[101] писал, что Храм построит царь-Мессия, после того как укрепит свой престол. Подобно тому, как это было во времена Давида и Соломона, после разгрома Давидом врагов Израиля его сын Соломон построил Храм. Тем самым, если будущий царь-помазанник действительно сможет это сделать, это будет неоспоримым свидетельством того, что он и есть Мессия, которого еврейский народ так долго ждал.

Многие комментаторы сочетают оба этих подхода:
- Саадия Гаон говорил, что вначале народ построит Храм, а потом на него опустится Шехина, как это произошло во времена Моисея и во времена царя Соломона.
- По мнению Махарша[102], Третий Храм соединит в себе все синагоги мира, которые чудесным образом соберутся в одном месте и составят Третий Храм, который будет спущен с небес уже полностью отстроенным.

Вместе с тем, существует также мнение, что Храм будет построен людьми и, возможно, даже до прихода Мессии. Это следует, например, из слов комментария Раши на Книгу пророка Иезекииля о том, что описание Храма нужно «для того, чтобы сумели его построить в нужный час». Во всяком случае, Раши, в своём комментарии на Танах и Талмуд, неоднократно писал о том, что заповедь возведения Храма дана еврейскому народу на все времена. Маймонид в своих трудах также утверждал что заповедь возведения Храма остаётся актуальной во всех поколениях.
По этой причине многие современные раввины считают, что никакая гипотетическая ситуация не может, согласно их пониманию Раши и Маймонида, освободить еврейский народ от обязанности возведения Храма и, тем самым, отменить заповедь Торы. По их мнению, царь был необходим лишь для строительства Первого Храма, который должен был обозначить «место, которое изберёт Господь». Однако, с тех пор, как это место стало известно, для строительства Храма уже не требуется царь Израиля, как это и случилось при строительстве Второго Храма.
Периодически со стороны некоторых христианских и еврейских религиозных деятелей звучат призывы к тому, чтобы заново отстроить еврейский Храм на Храмовой горе. Как правило, сторонники идеи строительства Третьего Храма призывают разрушить Купол Скалы, стоящий на том месте, где должен стоять Храм. Тем не менее, рассматривается и другой вариант, при котором арабская святыня останется нетронутой, при условии, что немусульманам будет разрешено в ней молиться.

## Синагога — «малое святилище»

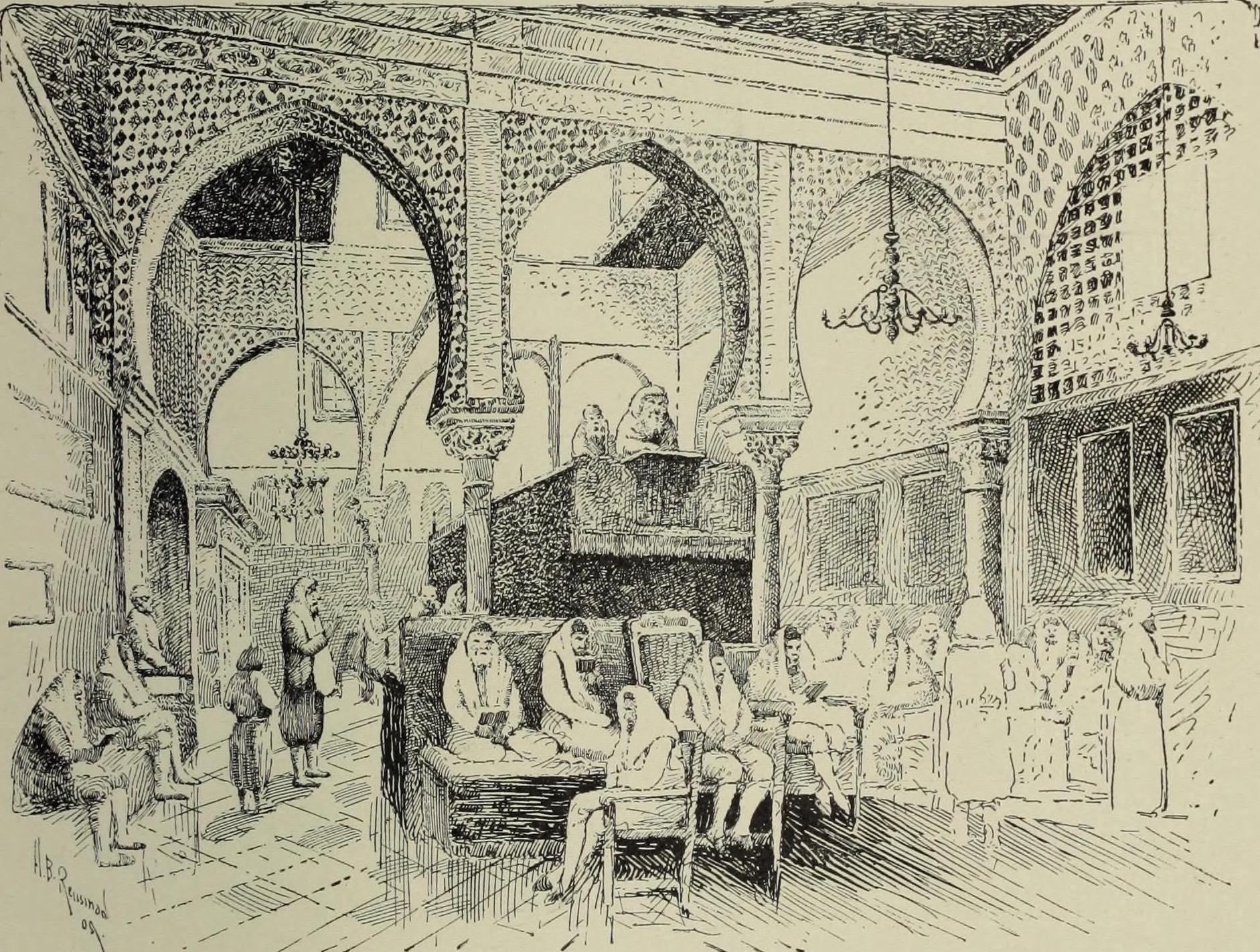
Синагога в Алжире

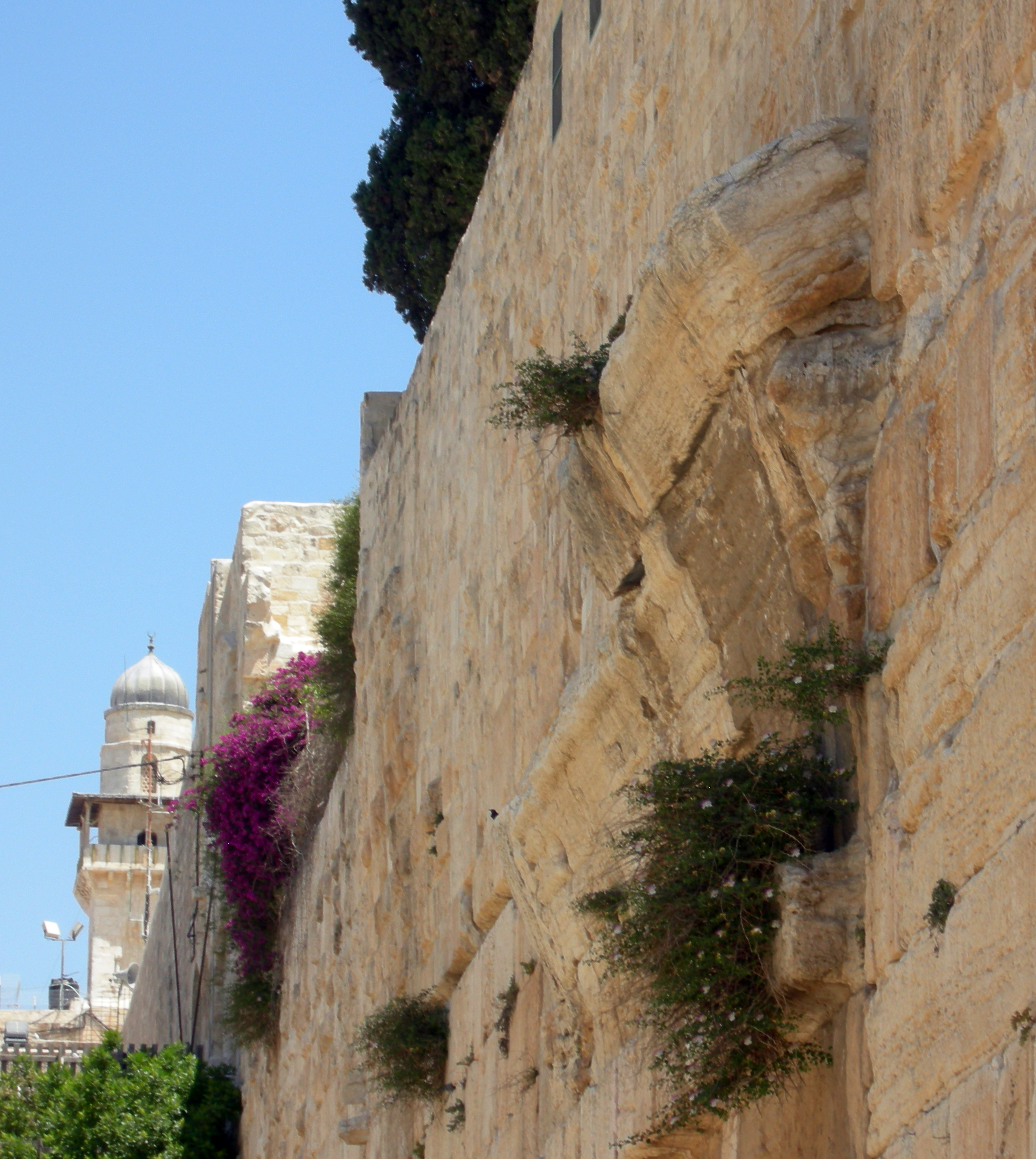
Арка Робинсона, Храмовая гора, Иерусалим

Традиция придаёт синагоге огромное значение в еврейской жизни. Талмуд считает, что она уступает по святости только Храму, и называет её микдаш меат — «малым святилищем», как сказано:

Я удалил их к народам и рассеял их по странам, но Я стал для них святилищем малым в странах, куда пришли они.
— Иез. 11:16
Большинство историков полагают, что синагоги появились около 2500 лет назад в Вавилоне, за несколько лет до разрушения Первого Храма. Евреи, изгнанные в Вавилон, стали собираться в домах друг друга, чтобы вместе молиться и учить Тору. Позднее были построены специальные здания для молитвы — первые синагоги.
В начале периода Второго Храма еврейские законоучители постановили, что молиться следует в общине. Каждая община должна построить «дом собрания» (бейт-кнесет или синагога по-гречески), где бы евреи собирались на молитву в Шаббат, праздники и будни. Время молитв в синагоге совпадает со временем ежедневных жертвоприношений в Храме. Тем не менее, молитва не является полной заменой жертвоприношения.

### Богослужение
Новые формы богослужения в синагогах основывались на концепциях, развившихся из храмовой службы и благодаря Храму они стали частью религиозной жизни еврейского народа.
Во Втором Храме синагога находилась в храмовом дворе, а молитвы и чтение Торы были частью храмовой службы. Многие храмовые ритуалы, как например, биркат-коханим, помахивание лулавом в праздник Суккот, трубление в шофар и другие, пришли в синагогальную службу из храмового ритуала и получили распространение в синагогах в Земле Израиля и в диаспоре ещё в период существования Храма. Талмуд рассказывает, что в Иерусалиме было 480 синагог и при каждой две школы — начальная (бет-сефер) и средняя (бет-талмуд). В бет-сефер преподавали Танах, а в бет-талмуд — Мишну.
В эпоху Второго Храма главной функцией синагоги было поддержание тесной связи между евреями, где бы они ни жили, и Храмом в Иерусалиме. Несмотря на развитие новых форм богопочитания, в народном сознании Иерусалимский храм продолжал оставаться местопребыванием Славы Всевышнего и единственным местом жертвоприношения Богу. После разрушения Храма синагога призвана возрождать во всех еврейских общинах дух Храма.

### Устройство синагоги
Хотя внешне синагоги отличаются друг от друга, в основе их внутреннего устройства лежит конструкция Храма, который в свою очередь повторял устройство Скинии, построенной евреями в пустыне.
Синагога имеет обычно прямоугольную форму, для мужчин и женщин есть раздельные помещения. У входа в молитвенный зал обычно помещается раковина, где можно помыть руки перед молитвой. В той части синагоги, которая соответствует местоположению Святилища в Храме, устанавливается большой шкаф (иногда в нише), покрытый занавесом, называемым парохетом. Такой шкаф называется синагогальным ковчегом (арон кодеш) и символизирует Ковчег Завета в Храме, в котором хранились скрижали с Десятью заповедями. В шкафу находятся свитки Торы — самое священное достояние синагоги. В центре синагоги находится возвышение, называемое бима или алмемар. С этого возвышения читается Тора, на нём установлен стол для свитка. Это напоминает помост, с которого в Храме читали Тору. Над ковчегом располагается нер тамид — «неугасимый светильник». Он горит всегда, символизируя Менору, масляный светильник Храма. В меноре было 7 фитилей, один из которых горел постоянно. Рядом с нер тамид помещается обычно каменная плита или бронзовая доска, с выгравированными на ней Десятью Заповедями.
Синагоги строятся так, что их фасад всегда обращён к Израилю, по возможности, к Иерусалиму, где стоял Храм. Во всяком случае, стена, у которой стоит арон кодеш, всегда направлена в сторону Иерусалима, и в любом месте земного шара еврей молится, обратясь лицом к нему.

## Иерусалимский Храм в христианстве

### Образ Иерусалимского Храма
«Место, где Соломон построил Храм Господень, называлось в древние времена Бетелем; туда отправился Иаков по повелению Божию, там жил он, там видел лестницу, конец которой достигал неба, и ангелов восходящих и нисходящих и сказал: „истинно это место свято“, как читаем в книге Бытия; там воздвиг он камень в виде памятника, соорудил алтарь и возлил на него масло. Там же впоследствии Соломон воздвиг по Божиему повелению храм Господу прекрасной и несравненной работы, и дивно украсил его всякими украшениями, как читаем в книге Царств; он возвышался над всеми соседними горами и превосходил все сооружения и здания великолепием и славою.

В середине Храма видна высокая, большая и снизу выдолбленная скала, в которой находилось Святое Святых; туда Соломон поставил Ковчег Завета, содержащий манну и ветвь Аарона, которая там зацвела, зазеленела и произвела миндаль, туда же поместил он и обе Скрижали Завета; там Господь наш Иисус Христос, утомлённый поношениями иудеев, обыкновенно отдыхал; там место, где ученики признали Его; там ангел Гавриил явился священнику Захарии, говоря: „зачни сына в старости своей“. Там же между храмом и алтарём был убит Захария, сын Варахии; там был обрезан младенец Иисус на восьмой день, и был назван Иисусом, что значит Спаситель; туда был принесён Господь Иисус родственниками и матерью Девою Мариею в день очищения её и встречен старцем Симеоном; там же, когда Иисус был двенадцати лет, нашли его сидящего посреди учителей, слушающего их и спрашивающего их, как читаем в Евангелии; оттуда позже он выгнал волов, овец и голубей, говоря: „дом мой есть дом молитвы“ (Лк. 19:46); там сказал он иудеям: „разрушьте храм сей, и я в три дня воздвигну его“ (Ин. 2:19). Там на скале видны до сих пор следы Господа, когда он укрылся и вышел из храма, как сказано в Евангелии, чтобы иудеи не побили его камнями, которые схватили. Тут иудеи привели к Иисусу женщину, взятую в прелюбодеянии, чтобы найти что-нибудь к обвинению Его.»— «Путешествие Зевульфа в Святую Землю 1102—1103 годы»
Согласно Феодориту, Храм Соломона является прототипом всех церквей, построенных в мире.
Св. Августин сравнивает Храм Соломона с образом церкви, камни, из которых Храм построен, суть верующие, а его основание — пророки и апостолы. Все эти элементы объединены Любовью (подробное описание в псалме 39). Этот символизм был развит Оригеном.

### Иерусалимский Храм и тамплиеры

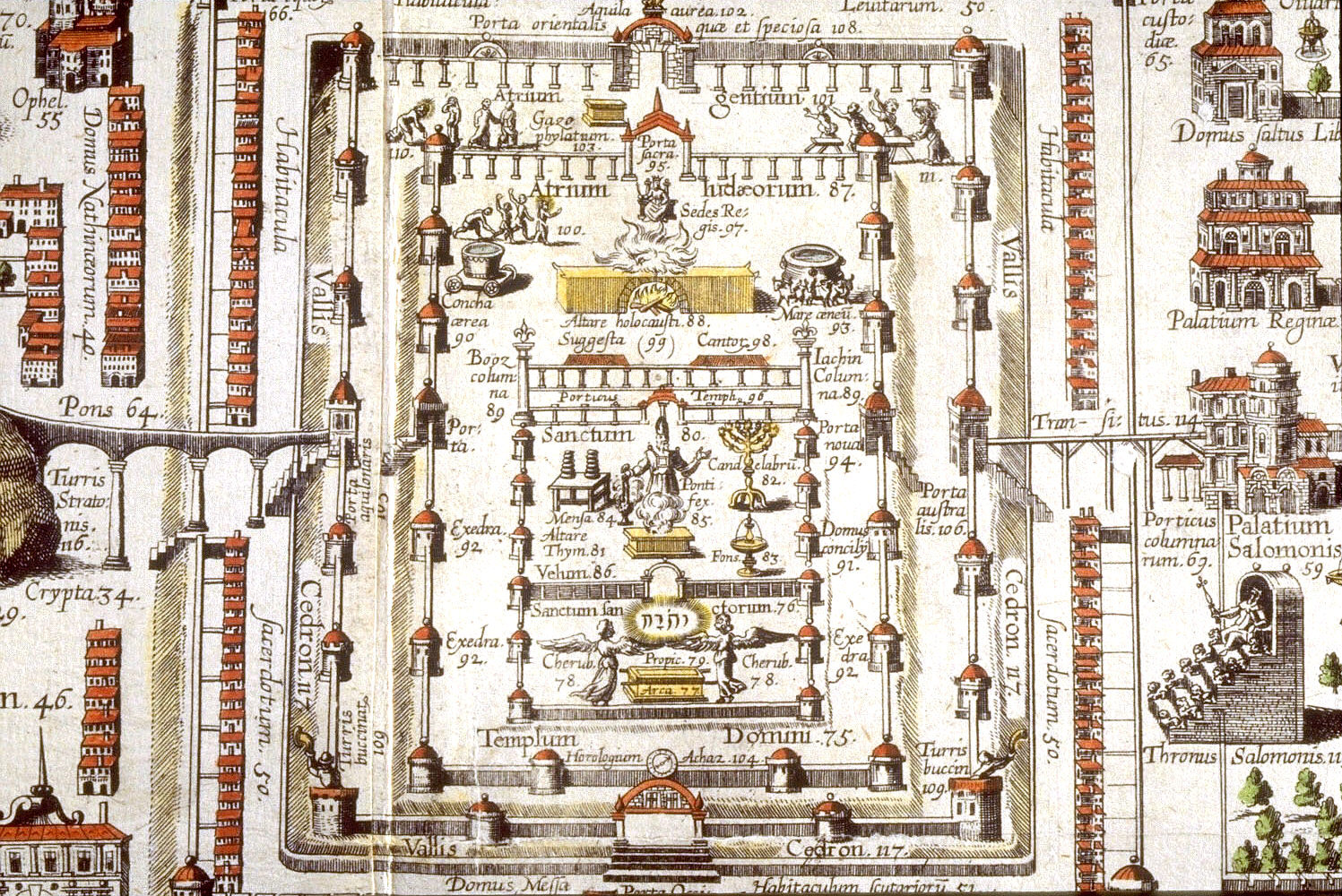
Реконструкция Второго Храма (Christian van Adrichom, Köln, 1584)

Орден тамплиеров (храмовников), военно-религиозный орден христианских рыцарей-монахов, который был основан в 1118 году, имел непосредственное отношение к Храму Соломона, образ которого оказал значительное влияние на характер ордена.
«Поскольку они не имели ни церкви, ни постоянного прибежища, король дал им на время местожительство в южном крыле дворца, близ Храма Господня». «Храм Господень» — имеется в виду находившаяся на Храмовой горе мечеть Аль-Акса, где располагался дворец короля иерусалимского Балдуина II. Главная резиденция тамплиеров располагалась в южном его крыле. В дань памяти Храму, некогда стоявшему на этом месте, а также, возможно, чтобы отличать его от «Храма Господня», крестоносцы переименовали Купол Скалы (Куббат ас-Сахра) в Храм Соломона. Отсюда и название самого ордена «Бедные рыцари Христа и Храма Соломона», в документах же 1124—25 годов тамплиеры именуются проще — «рыцари Храма Соломона» или «рыцари Иерусалимского храма». Да и само название «тамплиеры» произошло от temple («храм»).

«Помещения их расположены в самом Храме Иерусалимском, не столь огромном, как древний шедевр Соломона, но не менее славном. Воистину, всё великолепие Первого Храма состояло в бренном золоте и серебре, в полированных камнях и дорогих породах дерева, тогда как очарование и милое, прелестное украшение нынешнего — религиозное рвение тех, кто его занимает, и их дисциплинированное поведение. В первом можно было созерцать всяческие красивые цвета, тогда как в последнем — благоговеть пред всевозможными добродетелями и благими делами. Воистину, святость — подобающее украшение для дома Божия. Там можно наслаждаться великолепными достоинствами, а не блестящим мрамором, и пленяться чистыми сердцами, а не золочёными филёнками.

Конечно же, фасад этого храма украшен, но не каменьями, а оружием, а вместо древних золотых венцов стены его увешаны щитами. Вместо подсвечников, кадильниц и кувшинов обставлен этот дом сёдлами, упряжью и копьями.»— Бернар Клервоский (1091—1153), «Похвала новому рыцарству»

«Открыто признанной целью тамплиеров было защищать христианских пилигримов в святых местах; тайным намерением — восстановить Храм Соломона по образцу, указанному Иезекиилем. Такое восстановление, предсказанное иудейскими мистиками первых веков Христианства, было тайной мечтой Восточных патриархов. Восстановленный и посвященный Вселенскому культу, Храм Соломона должен был стать столицей мира. Восток должен был превалировать над Западом и патриархия Константинополя должна была верховенствовать над папством. Чтобы объяснить название тамплиеры (Храмовники), историки говорят, что Балдуин II, король Иерусалимский, дал им дом в окрестностях Храма Соломона. Но они впадают здесь в серьёзный анахронизм, потому что в этот период не только не оставалось ни одного камня даже от Второго Храма Зоровавеля, но трудно было и определить место, где эти храмы стояли. Следует считать, что дом, отданный тамплиерам Балдуином, был расположен не в окрестности Соломонова Храма, а на том месте, где эти тайные вооружённые миссионеры Восточного патриарха намеревались восстановить его.»— Элифас Леви (аббат Альфонс Луи Констан), «История магии»

### Третий Храм в христианстве
По распространённому в христианстве традиционному представлению, Третий Храм будет отстроен человеком, которого иудеи примут за Мессию. В христианских источниках этот человек обычно ассоциируется с антихристом из Откровения Иоанна Богослова, который по предсказаниям отстроит Третий Храм и возобновит там службы, что будет служить одним из признаков близости Второго Пришествия Иисуса Христа, почитаемого христианами истинным Мессией.

## Иерусалимский Храм в исламе
Согласно мусульманскому преданию, Мухаммед в ночь своего путешествия из Медины в Иерусалим на скакуне Бураке «стал своей священной стопою на Скалу Мориа, раскачивающуюся между небом и землёю». Был взмах, почти достигший врат рая, — и Скала издала крик радости. Но пророк повелел ей молчать — и вошёл во врата рая. А Скала вновь пала к земле — и вновь вознеслась — и в движении своём пребывает и доныне: «не мешаясь с прахом и не смея преступить неба».

«Мусульмане всегда относились к великому иудейскому Храму на горе Мориа с особым почтением. Мухаммед в первый год после появления Корана предписал своим последователям во время молитвы обращаться лицом к этому святому месту, и верные мусульмане постоянно совершали паломничества туда. Когда Иерусалим был завоёван арабами, халиф Омар первым делом восстановил „Храм Господень“. С помощью своих главных военачальников предводитель правоверных совершил благочестивые деяния: он расчистил землю собственными руками и наметил основания величественной мечети, чей тёмный и высокий купол венчает вершину горы Мориа.

Величайший молитвенный дом, самый священный мусульманский храм в мире после Мекки, возвышается на том месте, где „Соломон начал строить дом Господень в Иерусалиме на горе Мориа, где Господь явился Давиду, его отцу, на месте, где Давид готовился у гумна Орны Иевусянина“. Эта мечеть прекрасно сохранилась до наших дней и является одним из лучших творений сарацинской архитектуры. В неё ведут четверо широких ворот, обращённых к четырём сторонам света: Баб-эль-Джаннат, или Ворота сада, смотрят на север; Баб-эль-Кыбла, или Ворота молитвы, — на юг; Баб-ибн-эль-Дауд, или Ворота сына Давидова, — на восток; и Баб-эльТарби — на запад. Арабские географы называли её Бейт-Алла, „Дом Господень“, а также Бейт-Альмоккаддас, или Бейт-Альмакд, „святой Дом“. Отсюда Иерусалим получил своё арабское название Эль-Кудс („священный“), Эль-Шариф („благородный“), и Эль-Мобарек („благословенный“); тогда как правители города, вместо обычных звучных титулов провозглашающих их власть и независимость, носят простое имя Хами, „хранители“.»— из «История рыцарей - тамплиеров, церкви Темпла и Темпла», написанная Ч. Дж. Аддисоном, эксквайром из Внутреннего Темпла

## Иерусалимский Храм в западной культуре

### Сэр Исаак Ньютон

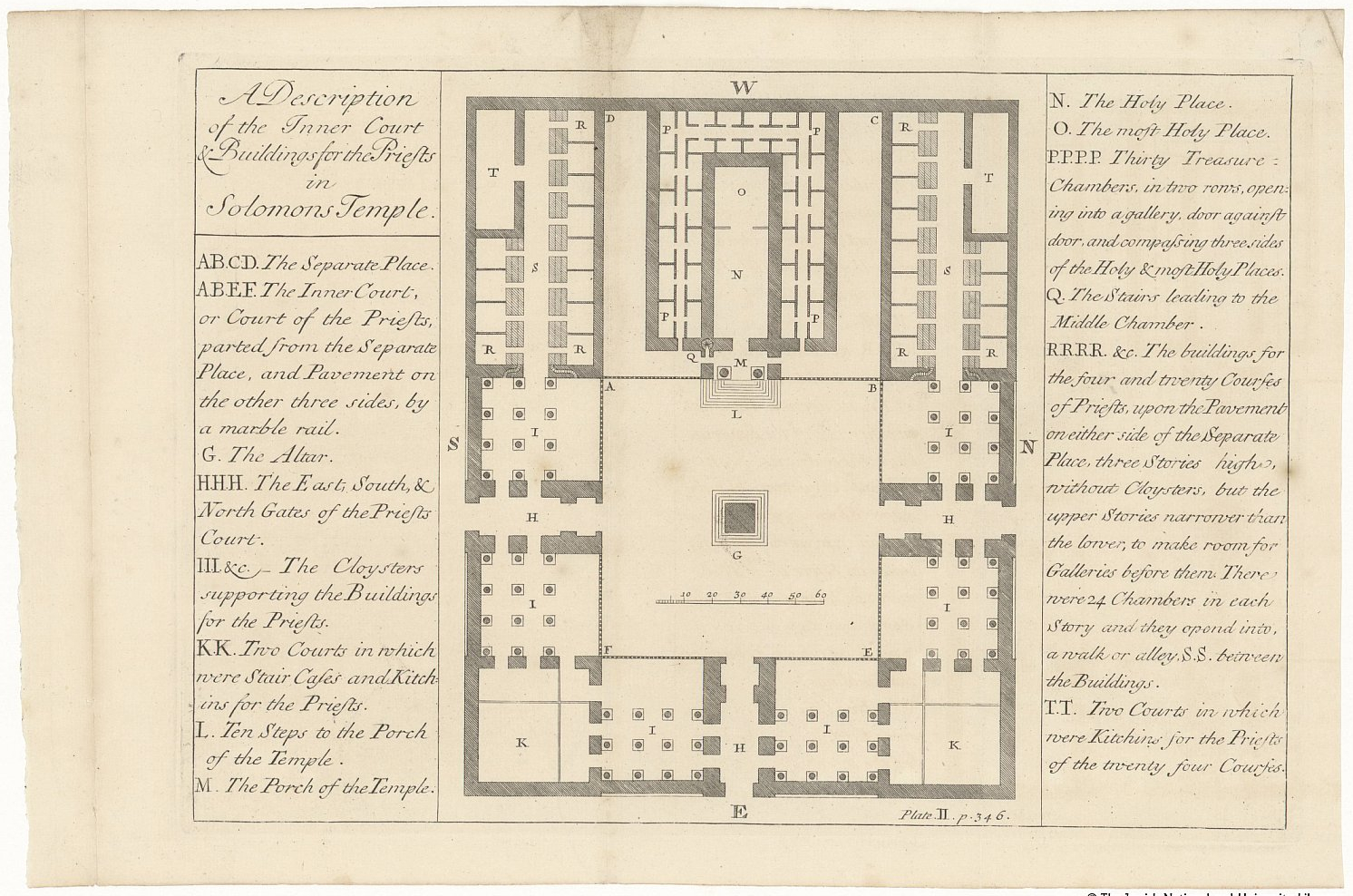
Чертёж Иерусалимского храма, выполненный Исааком Ньютоном

Исаак Ньютон считал Храм Соломона прототипом всех храмов мира. По его словам, «Храм Соломона самый древний из больших храмов. По его образцу Сесострис построил свои храмы в Египте, и отсюда греки заимствовали свою архитектуру и религию». В своём труде Ньютон посвящает большую главу (гл. I) описанию устройства Храма Соломона.
Храм Соломона был для него чертежом Вселенной, носителем всех тайн мира, и он верил, что законы природы и Божественная Истина закодированы в его строении и в пропорциях между различными его частями и, изучая размеры Храма, можно их расшифровать. Ньютон посвятил вычислению устройства Иерусалимского храма все последние годы своей жизни.

### В масонстве

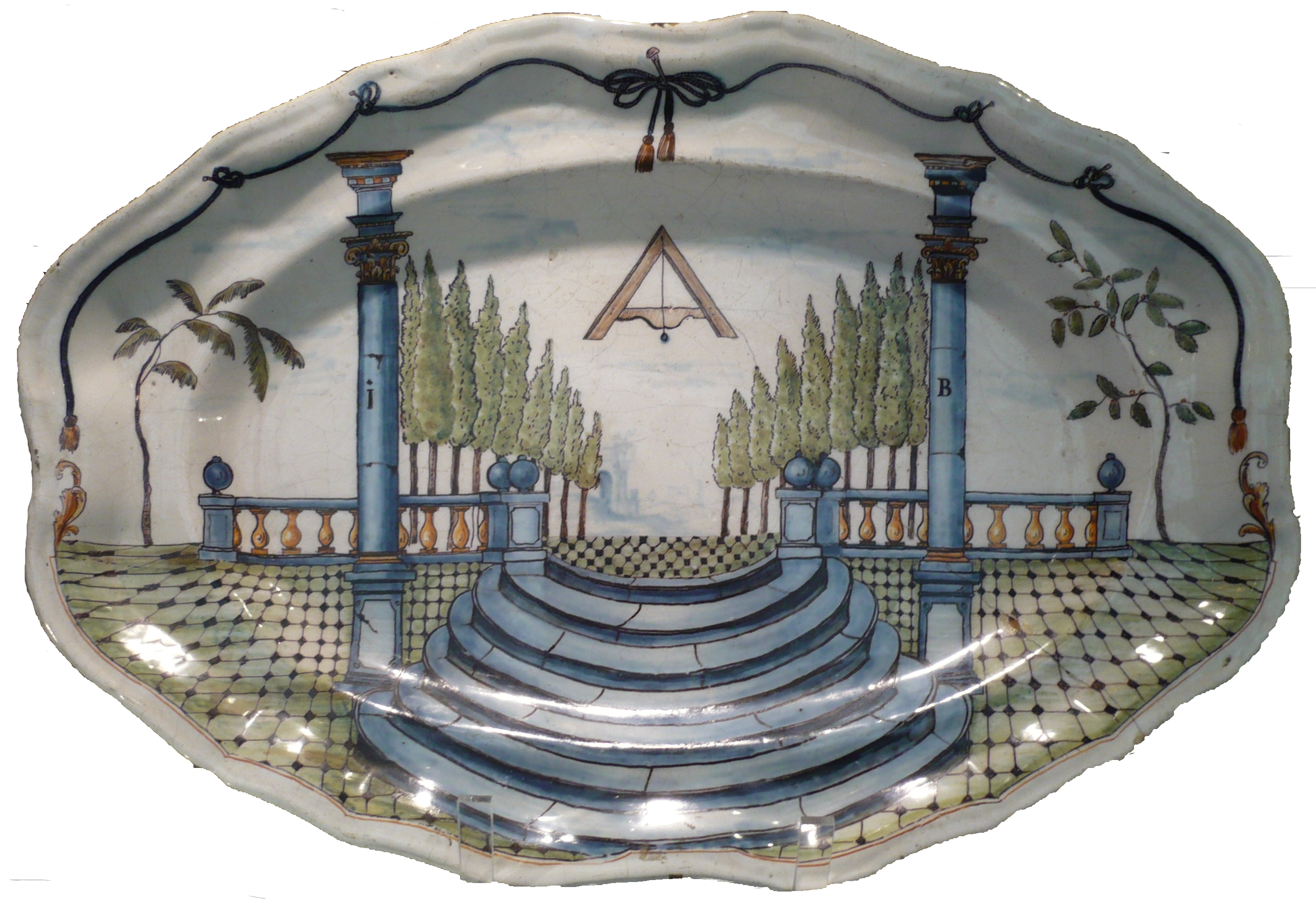
Символы масонства

Строение Иерусалимского храма оказало значительное влияние на идеи масонства. Храм является центральным символом масонства. По словам Энциклопедии масонства (издания 1906 года), «каждая ложа есть символ иудейского храма».
Согласно масонской легенде, возникновение масонства восходит к временам царя Соломона, который «есть один из искуснейших в нашей науке, и в его времена существовало много философов в Иудее». Они соединились и «представили философическое дело под видом сооружения Храма Соломонова: эта связь дошла до нас под именем Свободного каменщичества, и они по справедливости хвалятся, что взяли своё начало от сооружения храма».
Соломон поручил зодчему из Тира Хираму Абиффу руководство по сооружению Храма в Иерусалиме. Хирам разделил рабочих на 3 класса, что, по мнению масонов, послужило прообразом степеней масонства и особого символического языка братьев масонов.
По другой версии, масонство происходит от ордена тамплиеров (храмовников), который был разгромлен французским королём Филиппом IV и Папой Климентом V.
Среди прочего, большое значение в учении масонства придаётся колоннам Храма Соломона, которые носили название Боаз и Яхин.

Врата для посвящаемого, выход к свету для ищущего, колонны Храма Иерусалимского. Б:. — Северная колонна и Я:. — Южная колонна. Символические колонны напоминают исписанные иероглифами обелиски, которые возвышались перед египетскими храмами. Их находят и в двух округлых порталах готических соборов.
Северная колонна также символизирует разрушение, первозданный Хаос; Южная — созидание, упорядоченность, систему, внутреннюю взаимосвязь. Это Земля и Космос, Хаос и Amber.
Между колоннами Храма могут изображаться ступени, которые символизируют испытания и очищение стихиями при получении масонского посвящения.

### Массовая культура
Натурная реконструкция Иерусалимского храма возведена в тематическом парке на тему истории христианства Holy Land Experience во Флориде. Здесь проводятся презентации и спектакли об истории иудаизма и раннего христианства.
О планах построить точную копию Храма Соломона в 2010 году заявила бразильская пятидесятническая церковь «Царство Божие».